# Jan Hörl
Jan Hörl (Schwarzach im Pongau], 16 oktober 1998) is een Oostenrijks schansspringer. 

## Carrière
Hörl maakte zijn debuut in de wereldbeker in het seizoen 2015/2016. In het olympische seizoen seizoen 2021/2022 won Hörl zijn eerste individuele wereldbekerwedstrijd in het Poolse Wisła.
Tijdens de Olympische Winterspelen 2022 won Hörl met de Oostenrijkse ploeg de gouden medaille in de landenwedstrijd.

## Belangrijkste resultaten

### Olympische Spelen
| Jaar | Plaats | Resultaten                        |
| ---- | ------ | --------------------------------- |
| 2022 | Peking | 19e HS140 · 9e HS140 · Team HS140 |

### Wereldkampioenschappen
| Jaar | Plaats     | Resultaten              |
| ---- | ---------- | ----------------------- |
| 2019 | Seefeld    | 10e HS 137              |
| 2021 | Oberstdorf | 44e HS 109 · Team HS137 |

### Wereldbeker
Eindklasseringen
| Seizoen   | Algm | SV  | 4S  | RAW |
| --------- | ---- | --- | --- | --- |
| 2018/2019 | 43e  | 45e | -   | 49e |
| 2019/2020 | 27e  | 25e | -   | -   |
| 2020/2021 | 39e  | 33e | 28e | -   |
| 2021/2022 | 9e   | 8e  | 28e | 13e |

Wereldbekerzeges
| Datum             | Plaats        | Schans      |
| Individueel       | Individueel   | Individueel |
| ----------------- | ------------- | ----------- |
| 5 december 2021   | Wisła         | HS134       |
| Landenwedstrijden |               |             |
| 23 november 2019  | Wisła         | HS134       |
| 16 januari 2021   | Zakopane      | HS140       |
| 4 december 2021   | Wisła         | HS134       |
| 9 januari 2021    | Bischofshofen | HS142       |
| 26 februari 2022  | Lahti         | HS130       |

### Grand-Prix
Eindklasseringen
| Jaar | Plaats |
| ---- | ------ |
| 2018 | 54e    |
| 2020 | 22e    |
| 2021 | Brons  |
| 2022 | 17e    |